# 12916 Eteoneus
12916 Eteoneus eller 1998 TL15 är en trojansk asteroid i Jupiters lagrangepunkt L4. Den upptäcktes 13 oktober 1998 av OCA–DLR Asteroid Survey (ODAS). Den är uppkallad efter Eteoneus, i den grekiska mytologin.
Asteroiden har en diameter på ungefär 22 kilometer.